# NGC 4281
NGC 4281 é uma galáxia espiral (S0-a) localizada na direcção da constelação de Virgo. Possui uma declinação de +05° 23' 11" e uma ascensão recta de 12 horas, 20 minutos e 21,6 segundos.
A galáxia NGC 4281 foi descoberta em 11 de Abril de 1785 por William Herschel.